# Live Unapproved
Live Unapproved es un álbum pirata (bootleg) del grupo de rock progresivo Jethro Tull grabado en distintos sitios sin especificar.
El instrumental "Sealion" con el que se inicia el disco no figura en la portada.

## Lista de temas
| #   | Título                   | Autor                            | Interpretaciones | Grabación   | Tiempo | Álbum de procedencia         |
| --- | ------------------------ | -------------------------------- | ---------------- | ----------- | ------ | ---------------------------- |
| 1.  | "Sealion" (instrumental) | (Ian Anderson)                   |                  | Desconocida |        | War Child                    |
| 2.  | "Kissing Willie"         | (Ian Anderson)                   |                  | Desconocida |        | Rock Island                  |
| 3.  | "Steel Monkey"           | (Ian Anderson)                   |                  | Desconocida |        | Crest of a Knave             |
| 4.  | "Cheap Day Return"       | (Ian Anderson)                   |                  | Desconocida |        | Aqualung                     |
| 5.  | "Jack A Lynn"            | (Ian Anderson)                   |                  | Desconocida |        | The Broadsword and the Beast |
| 6.  | "Big Riff and Mando"     | (Ian Anderson)                   |                  | Desconocida |        | Rock Island                  |
| 7.  | "The Whaler's Dues"      | (Ian Anderson)                   |                  | Desconocida |        | Rock Island                  |
| 8.  | "Farm on the Freeway"    | (Ian Anderson)                   |                  | Desconocida |        | Crest of a Knave             |
| 9.  | "Aqualung"               | (Ian Anderson / Jennie Anderson) |                  |             |        | Aqualung                     |
| 10. | "Nothing Is Easy"        | (Ian Anderson)                   |                  | Desconocida |        | Stand Up                     |